# Alidé Sans Mas
Alidé Sans Mas   (Viella, 9 de març de 1993) és una activista i cantant de llengua occitana (dialecte gascó aranès).

## Biografia
Filla del polític Jusèp Loís Sans i la cantant Lúcia Mas Garcia. Va començar per ser coneguda en la cançó d'Occitània amb el títol Esperança, fet amb el grup de hip-hop SHHNHC, el 2012. Va participar en festivals el 2013, com Barnasants, amb Enric Hernàez i Rovira, Escota e Minja o encara Hestiv'Òc de Pau. Va cantar l'himne aranès a l'acte oficial de la Diada Nacional de Catalunya. El juliol de 2015, va participar en l'Estivada de Rodés. És regidora a Bausen des de les eleccions de 2019 per Aran Amassa.
Alidé Sans deixa veure en la seva inspiració la influència de ritmes càlids com la rumba, el reggae, el soul, però canta sempre en occità aranès. Compon, escriu i canta les seves cançons.
Va reinterpretar en occità la cançó «Viatge a Ítaca», de Lluís Llach, juntament amb el cor Barrut, per al Disc de la Marató. A la ciutat de Washington DC va participar en el Festival Smithsonian Folklife de 2018 en representació de la cultura occitana. L'any 2022 va ser una de les portaveus de la plataforma Stop JJOO 2030, creada per a oposar-se a la celebració dels Jocs Olímpics d'Hivern Barcelona-Pirineus 2030, juntament amb altres cares visibles de l'entitat com ara Bernat Lavaquiol.

## Discografia
- Eth paradís ei en tu (2015)
- Henerècla (2018)